# Житомирський краєзнавчий музей
Жито́мирський обласни́й краєзна́вчий музе́й — краєзнавчий музей у місті Житомирі, один з найстаріших в Україні. Як філії-відділення включає низку інших музейних закладів обласного центру й області.
Центральне приміщення розташоване у середмісті Житомира, на Замковій горі, в історичній частині міста.

## Історія закладу

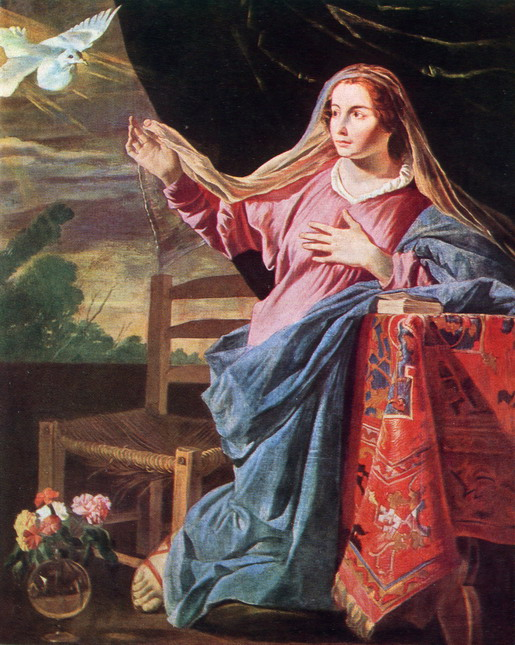
Матіас Стомер, «Мадонна зі сцени Благовіщення». Житомир. Картина зі збірок Шодуара

Житомирський краєзнавчий музей бере початок від заснованого у жовтні 1865 року музею при Російській публічній бібліотеці у Житомирі. Основу останнього склала приватна колекція місцевих гірських порід і мінералів волинського губернатора М. Черткова, подарована бібліотеці і виставлена для експонування у день її відкриття.
На початку 1900-х рр. зібрання цього закладу передали до новоутвореного Музею Товариства дослідників Волині. В розбудові його діяльності й поповненні колекцій активну участь взяли відомі вчені — члени товариства, зокрема його віце-голова Павло Тутковський, ентомолог Антон Ксєнжопольський.
Від 1911 року музей відомий як Волинський центральний музей. Від 1914 року існує як самостійний заклад, першим його завідувачем був С. Бржозовський.
Після революційних подій 1917-21 рр. музей поповнився за рахунок окремих колекцій Волинського єпархіального давньосховища, пам'яток із націоналізованих приватних зібрань, зокрема баронів де Шодуар.1925 року музей одержує новий статус і, відповідно, назву — Волинський державний науково-дослідний музей, від 1950 року — під сучасною назвою (Житомирський краєзнавчий музей).
Від початку 1928 року мав аспірантуру при відділенні геології та етнографії, яку очолювали С. Бєльський та В. Кравченко.
Працівники музею брали участь в археологічних розвідках на території області. У 1929—1946 роках у роботах з дослідження Райковецького городища, організованих Інститутом археології АН України, брали участь Житомирський та Бердичівський музеї. Після закриття Бердичівського краєзнавчого музею 1954 року його колекції передано Житомирському краєзнавчому музею.

## Будівля
Музей знаходиться в одній з найяскравіших будівель міста 1909 року побудови, яка виконана в стилі необароко. Декор фасаду має елементи стилю неорококо. Сьогодні музей розташований у приміщенні, яке належало Костелу Святої Софії. Приблизно до 1965 року музей знаходився на розі вулиць Ольжича та Старовільської (двоповерховий будинок з червоної цегли). Радянські назви вулиць Пахоменка та Менделя. У радянські часи приміщення сучасного музею було житловим будинком.

## Структура
До складу Житомирського краєзнавчого музею входить низка музейних закладів Житомирщини, розташованих як в обласному центрі, так і поза його межами, на правах філій-відділень:
- Літературно-меморіальний музей В. Короленка (у Житомирі)
- Відділ «Житомирський обласний літературний музей»
- Коростенський краєзнавчий музей
- Музей партизанської слави Полісся в с. Словечне Овруцького району
- Музей-садиба родини Рильських у с. Романівка Попільнянського району
- Брусилівський історичний музей ім. І. І. Огієнка

## Фонди
На сьогодні у фондах Житомирського обласного краєзнавчого музею зберігається понад 160 тис. пам'яток, що дають всебічне уявлення про природні особливості, історію та культуру Житомирського краю.
Серед них — одна з найкращих в Україні природничих колекцій, до складу якої входить унікальна таксидермічна збірка фауни (колекція опудал) Житомирщини, зібрана краєзнавцем-зоологом Всеволодом Бруховським. Серед найцінніших збірок музею — археологічні матеріали з розкопок Житомирської стоянки раннього палеоліту, Радомишльської стоянки палеоліту пізнього, Райковецького городища XII—XIII ст.ст., етнографічні пам'ятки Житомирського Полісся, картинна галерея. У 1990-2000-і роки, вже за незалежності України, в рамках музею створені експозиції, присвячені добі УНР і Голодомору в Україні 1932—33 років.
Діючі стаціонарні виставки Житомирського обласного краєзнавчого музею:
- Західноєвропейський живопис XVI — поч. ХХ ст. На виставці представлено мистецтво Італії (XVI—XVIII ст.), Голландії (XVII—XVIII ст.), Франції, Німеччини, Австрії, Швейцарії, Польщі (кін. XVIII- поч. ХХ ст.).
- Традиційне ткацтво та вишивка Житомирщини кін. ХІХ — ХХ ст. На виставці представлені справжні предмети домашнього вжитку зібрані працівниками музею в різних селах.
- З природничих колекцій Житомирського обласного краєзнавчого музею. У залах виставки розміщено частину унікальної зоологічної колекції.
- Наш край у добу Української Народної Республіки. 1917—1921 рр. Виставка розповідає про події Української революції 1917—1921 рр. на території нашого краю. На ній представлені документи, фотографії, гроші, зброя, побутові речі періоду того періоду. А також частина експозиції присвячена АТО.

У 2020 році на базі Житомирського обласного краєзнавчого музею відкрили виставку робіт французького художника Сестеро де Лаутерекена.

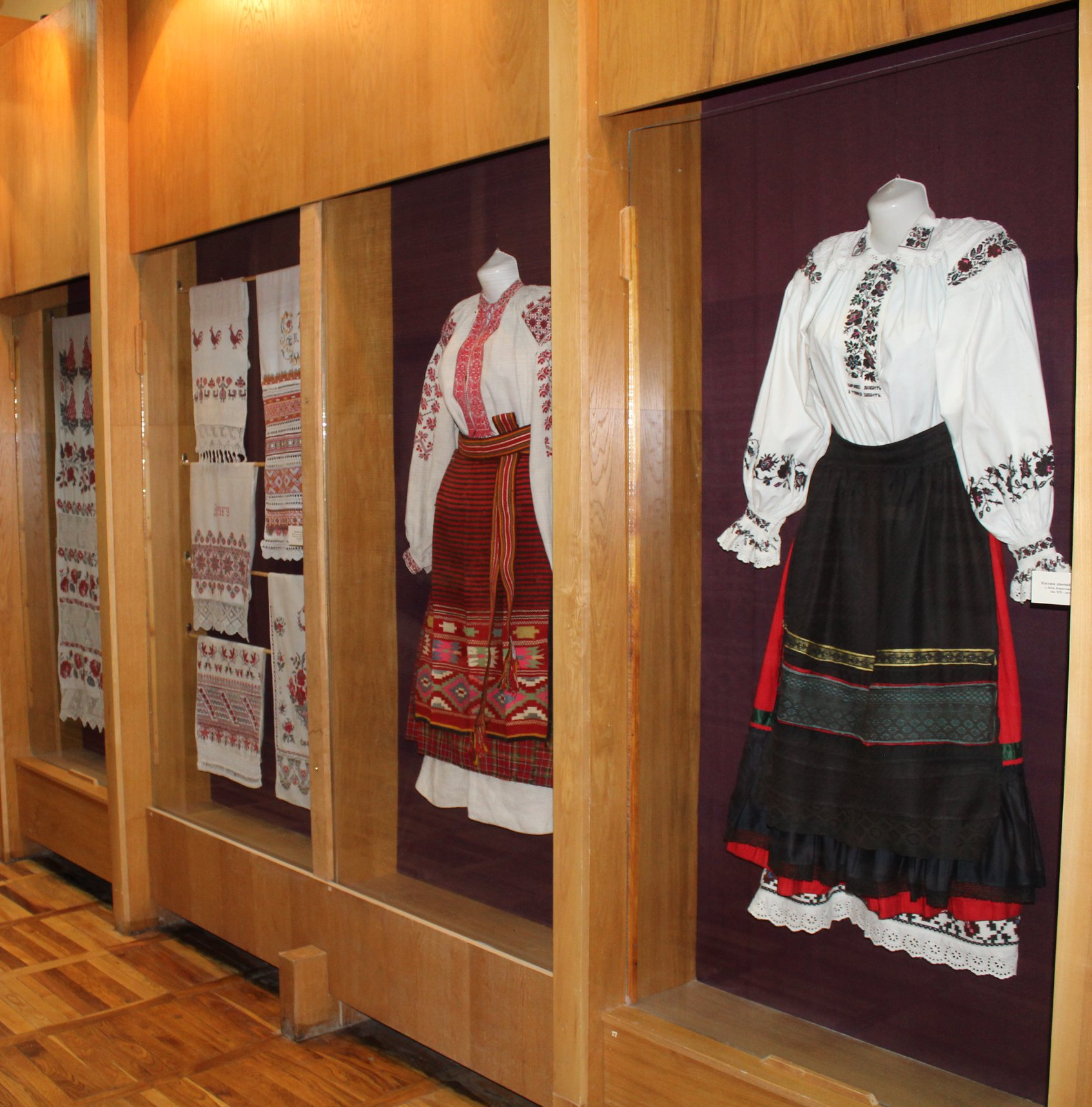
Відділ етнографії
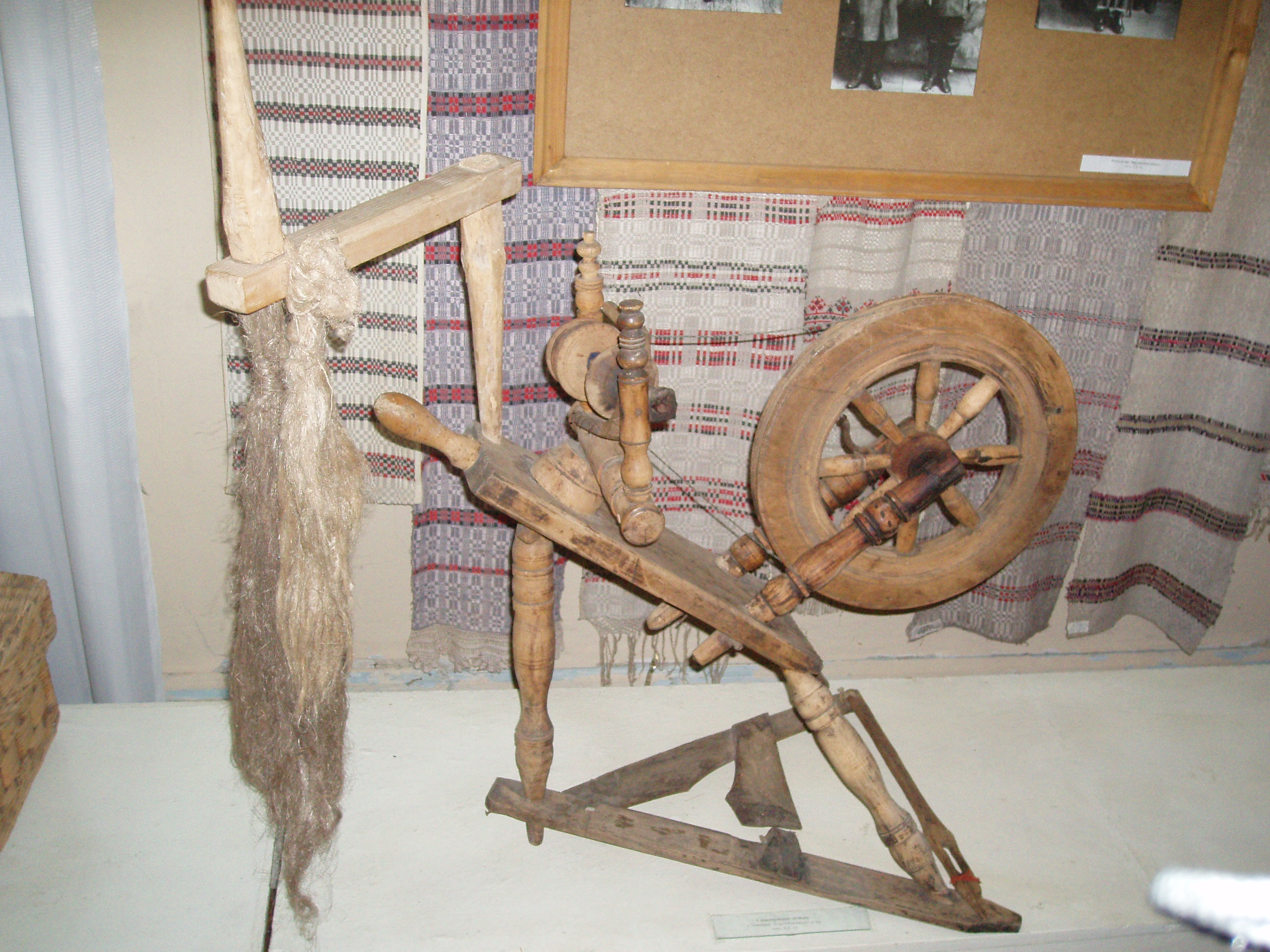
Експонат відділу етнографії
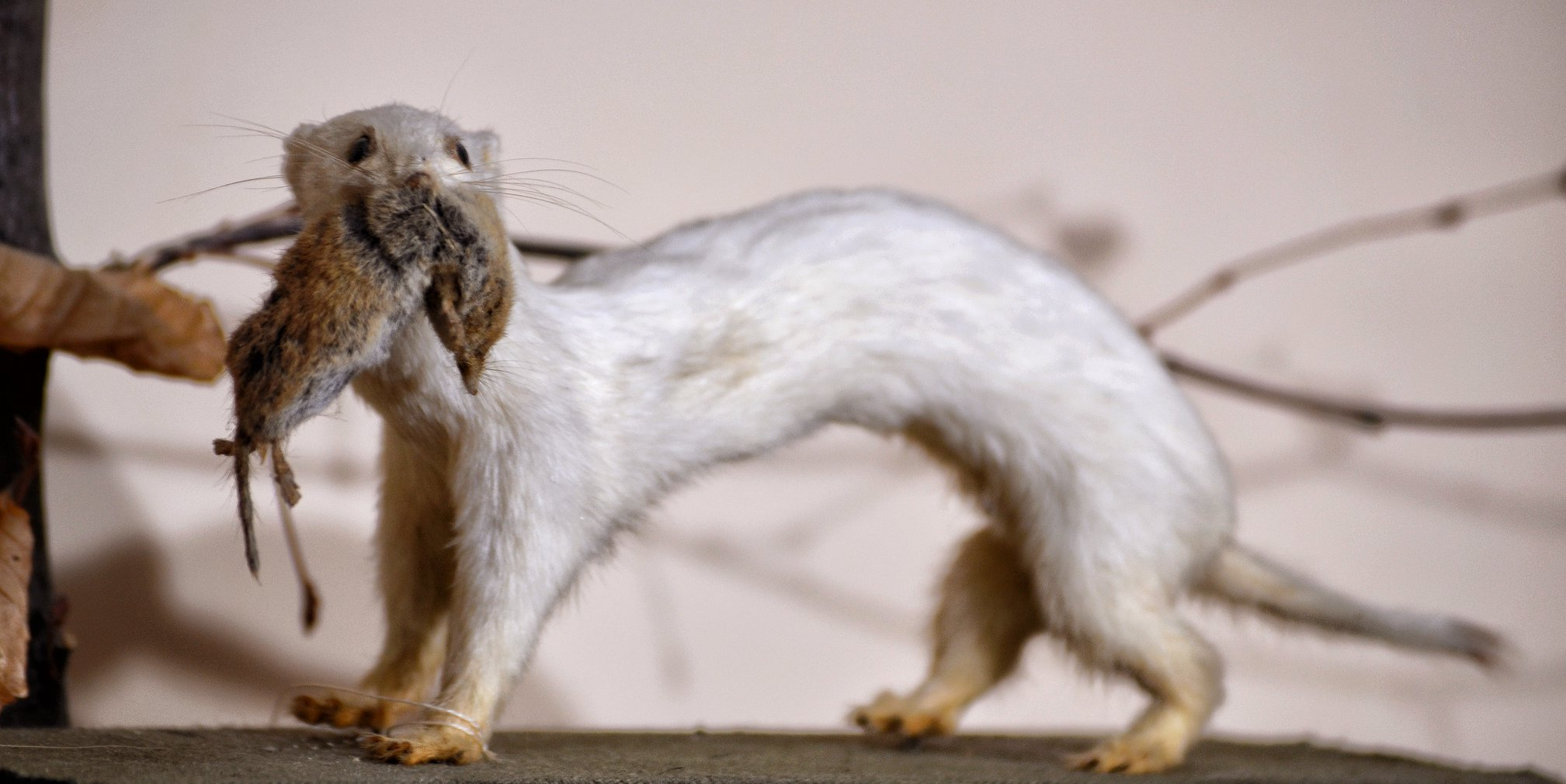
Експозиція відділу природи. Горностай
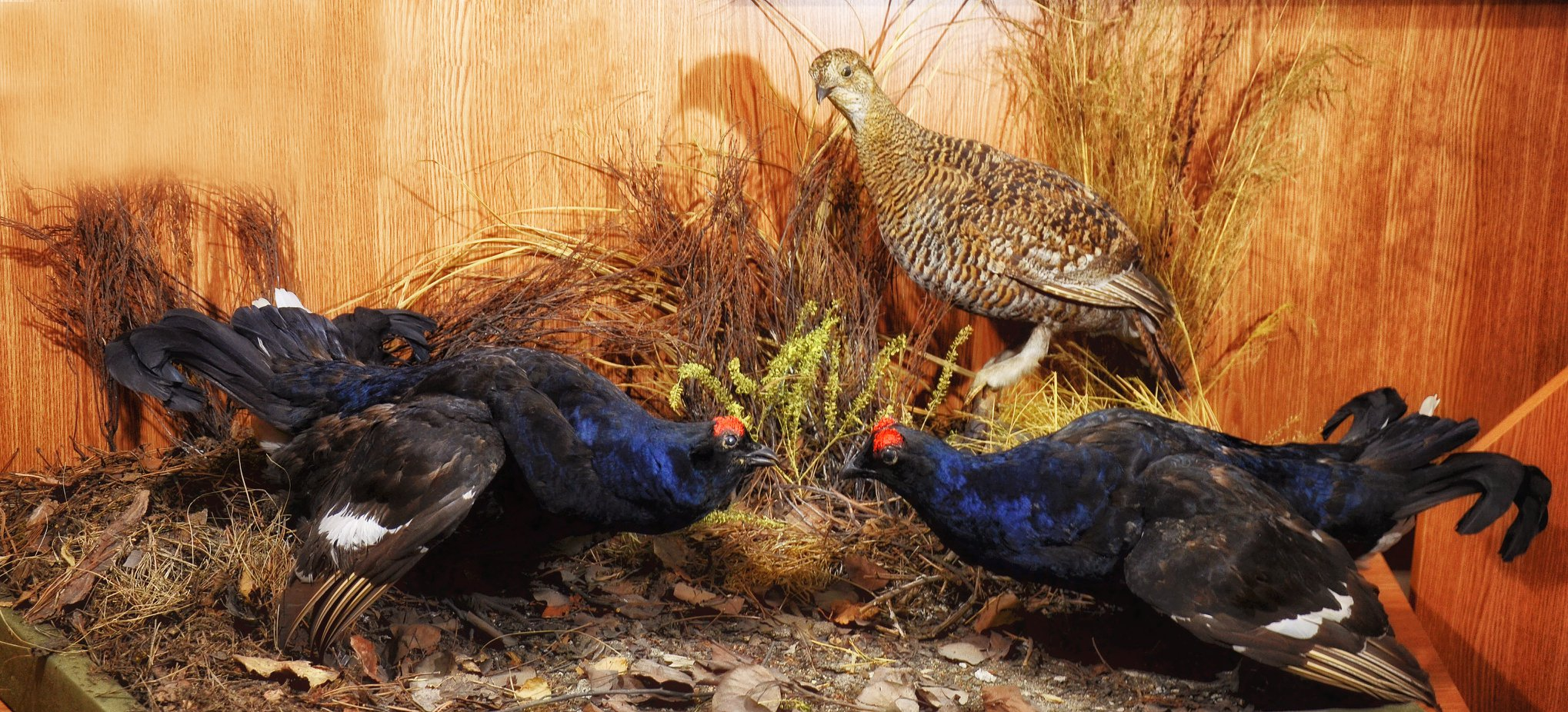
Експозиція відділу природи. Тетеруки
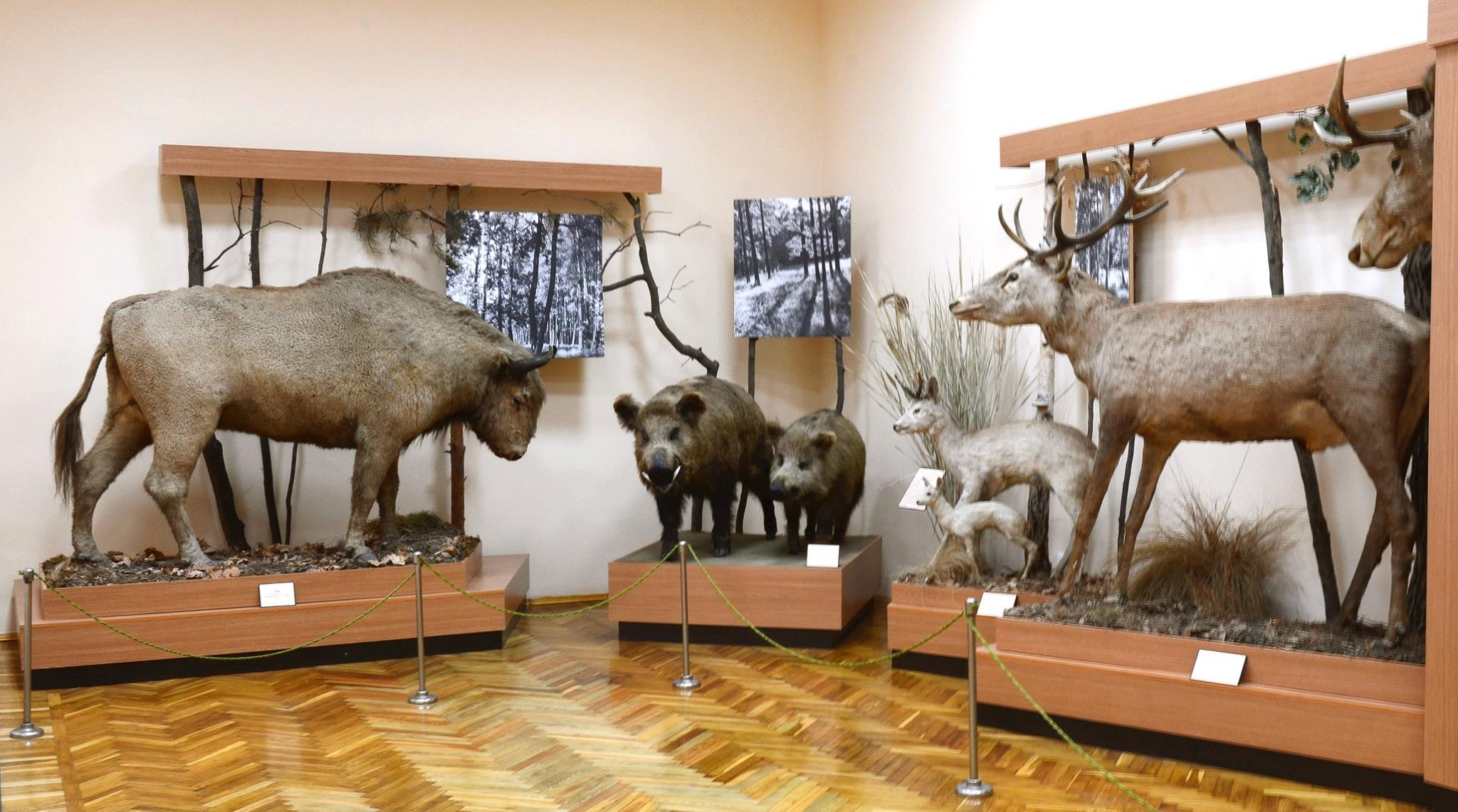
Таксидермічна колекція
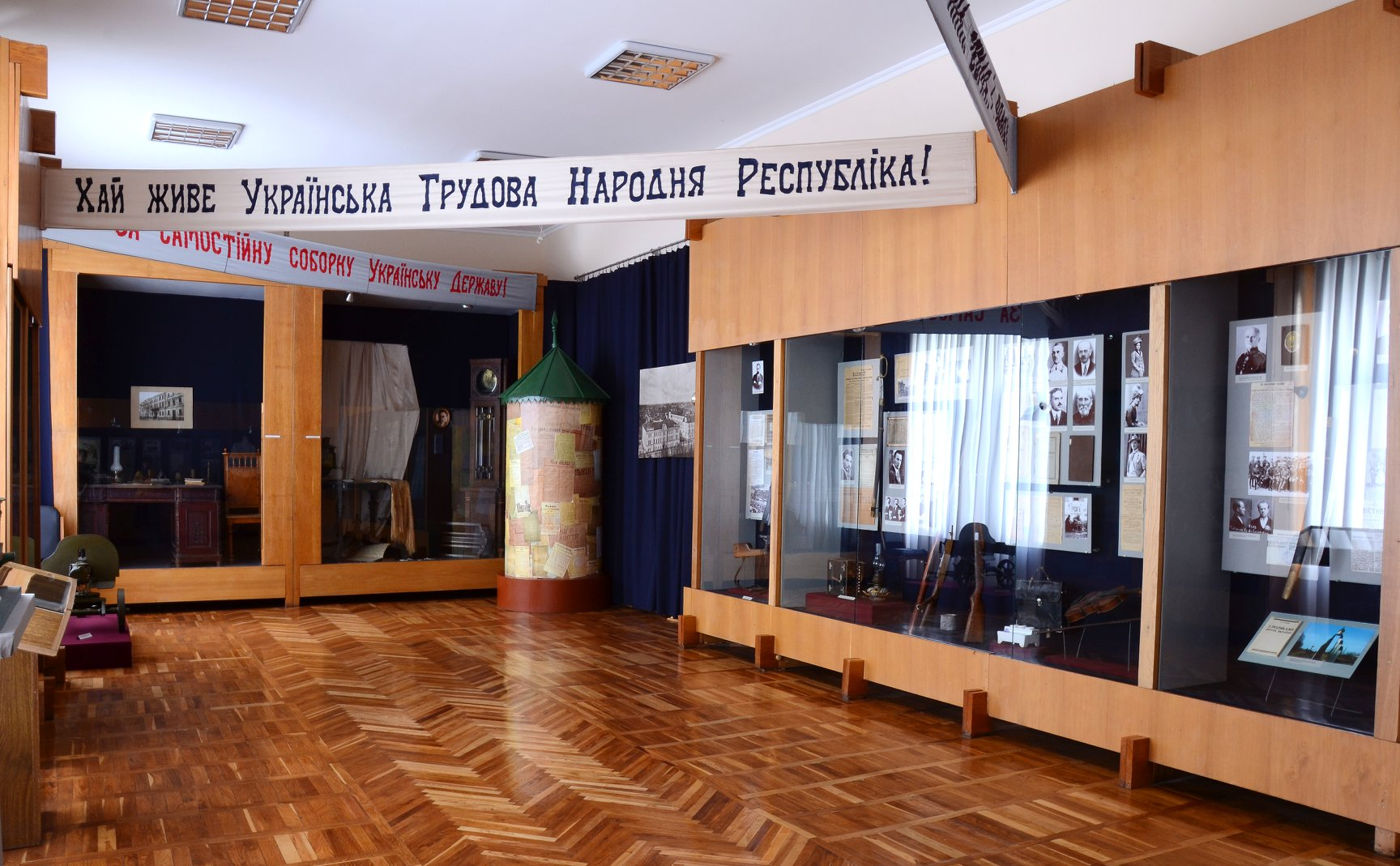
Виставка «Наш край у добу Української Народної Республіки»
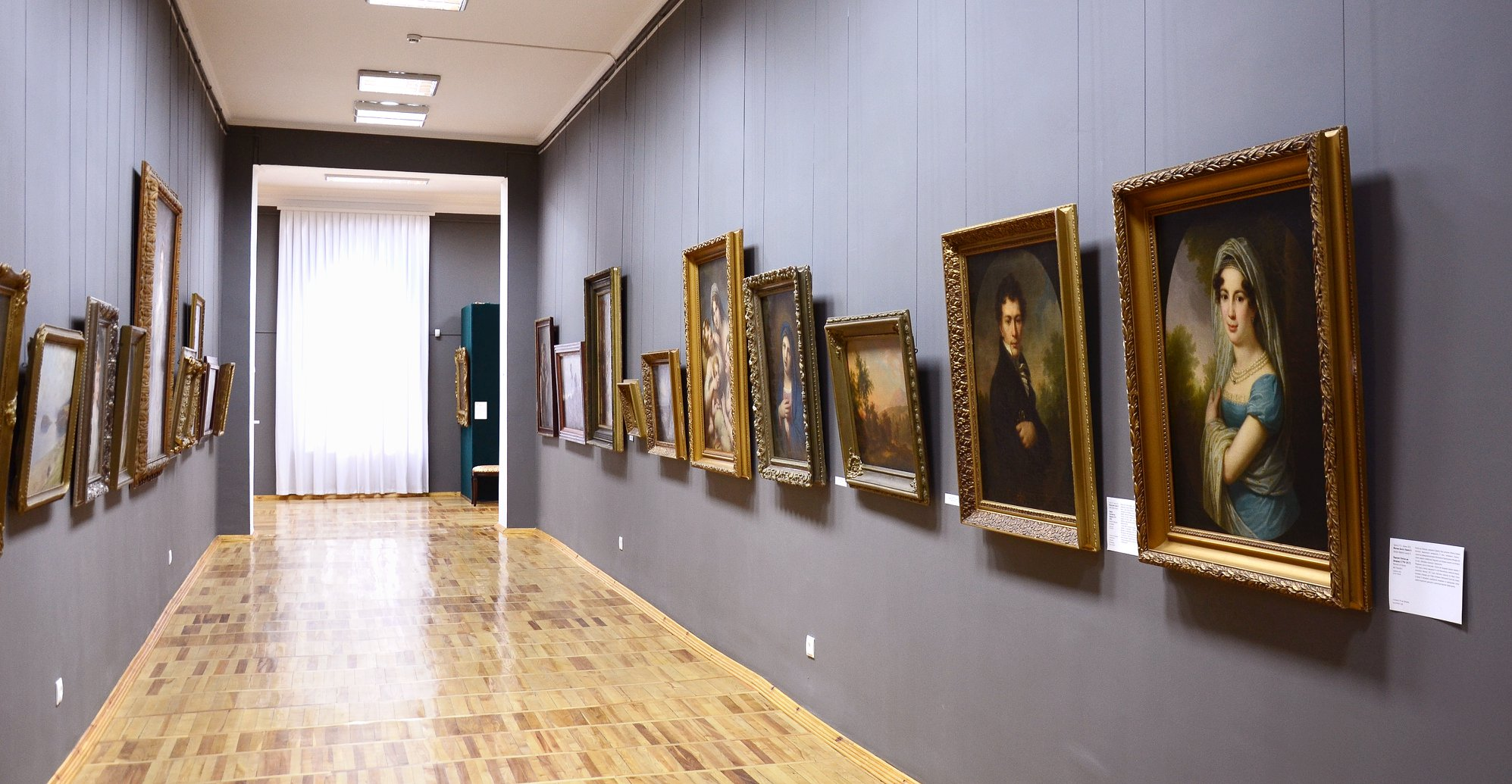
Картинна галерея
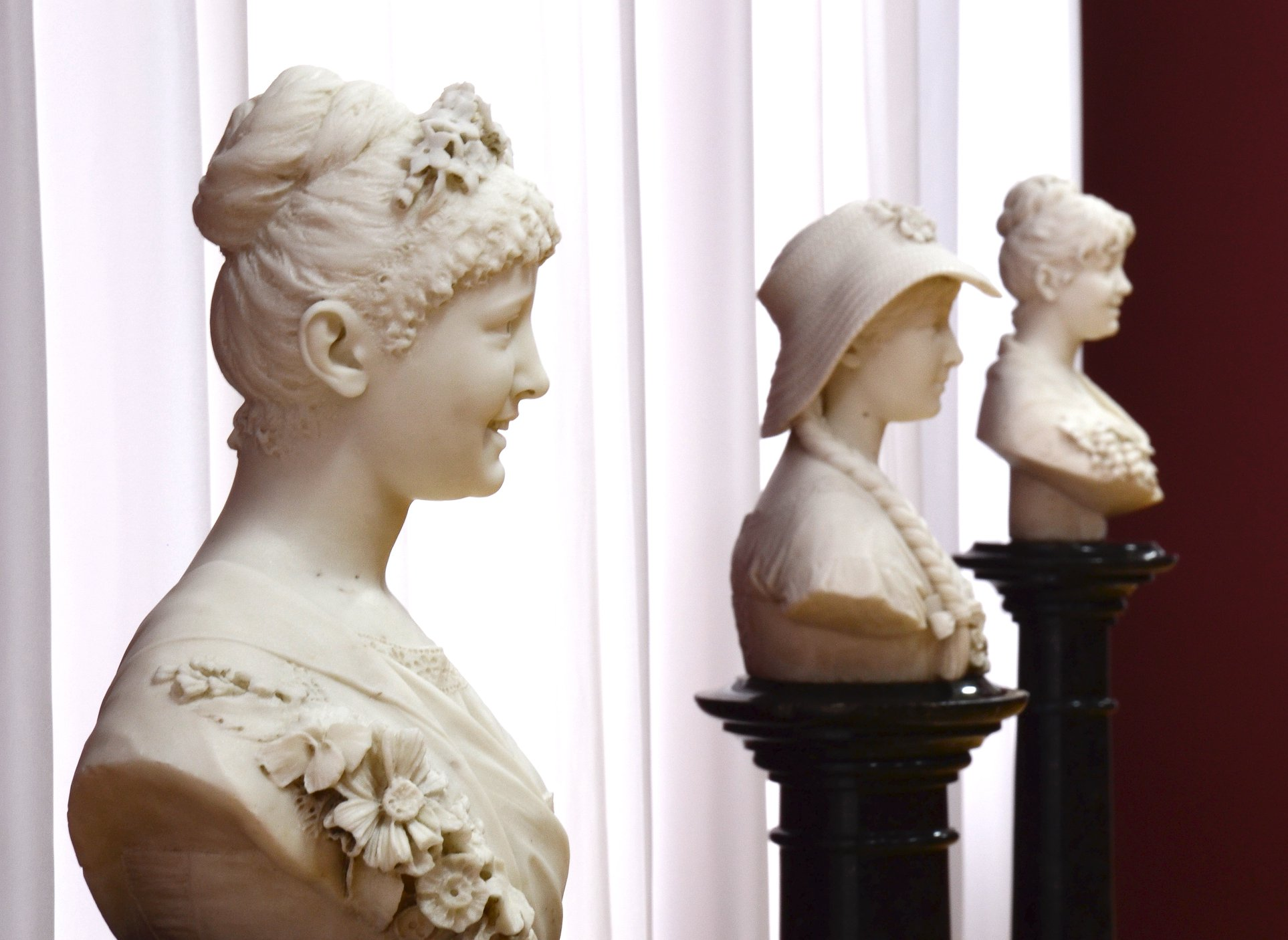
Скульптури «Пори року»